# Renealmia urbaniana
Renealmia urbaniana är en enhjärtbladig växtart som beskrevs av Ludwig Eduard Loesener. Renealmia urbaniana ingår i släktet Renealmia och familjen Zingiberaceae. Inga underarter finns listade i Catalogue of Life.